# Quận Warren, Virginia
Quận Warren là một quận thuộc tiểu bang Virginia, Hoa Kỳ.
Quận này được đặt tên theo Joseph Warren. Theo điều tra dân số của Cục điều tra dân số Hoa Kỳ năm 2000, quận có dân số 31.584 người. Quận lỵ đóng ở Front Royal6. Quận Warren thuộc vùng đô thị Washington. Trong thời kỳ nội chiếm Hoa Kỳ, trận Front Royal diễn ra tại quận này vào ngày 23/5/1862.

## Địa lý
Theo Cục điều tra dân số Hoa Kỳ, quận có diện tích 560 km2, trong đó có 7 km2 là diện tích mặt nước.

### Quận giáp ranh
- Quận Frederick, Virginia - bắc
- Quận Clarke, Virginia - đông bắc
- Quận Fauquier, Virginia - đông
- Quận Rappahannock, Virginia - đông nam
- Quận Page, Virginia - tây nam
- Quận Shenandoah, Virginia - tây